# お湯でほころぶ雪芽先輩
『お湯でほころぶ雪芽先輩』（おゆでほころぶゆきめせんぱい）は三簾真也による日本の漫画作品。2020年2月、温浴施設を題材とする短編アンソロジー企画「SPAメテオ」の一環として『COMIC メテオ』（フレックスコミックス）で読み切りが掲載され、2020年9月23日より同誌で本連載が開始した。2021年4月10日、単行本第1巻の刊行を記念してYouTube上にヴォイスコミックが公開された。実在の温浴施設を巡る「社会人お風呂コメディ」。2022年2月22日に最終回を公開。

## あらすじ
失敗ばかりの新人OLの温美めぐりはある日、ガス管の故障により仕事帰りに銭湯へ行く。しかし、温美の教育係の雪芽湯紀と偶然出会い、仕事のミスで怒られると思っていたところ、雪芽の性格が「雪解け」することを知る。そして、仲良くなりたい温美の思いと一緒に銭湯へ行きたい雪芽の思いが一致し、共に銭湯をめぐり合う仲となる。

## 登場人物
声の項はボイスコミックのキャスト
温美 めぐり（ぬくみ めぐり）
声 - 中村温姫
石けん会社「白バスコーポレーション」営業部で働く失敗ばかりの入社1年目のOL。最初は雪芽に畏怖していたが、雪芽の「雪解け」を知ってからは一緒に各地の風呂をめぐる仲となる。汗っかきで整理整頓ができない性格であり、仕事のミスは雪芽がフォローしている。
雪芽 湯紀（ゆきめ ゆき）
声 - 今井麻美
温美の教育係。美人でスタイル抜群な営業部のエース。冷え性のためか「雪の女王」と畏怖されるほど冷たい性格であり、自身も他人を萎縮させてしまっていると気づいている。風呂に入り「雪解け」すると性格は一変し、優しく温厚で「聖母」のような性格となる。なお、浴後や水風呂に入ると戻ってしまう。
桶川（おけがわ）
声 - 石橋美香
雪芽の同期であり、情報収集が得意。畏怖の念を抱かせる雪芽を「雪の女王」と最初に称した。温美と雪芽が付き合っているという情報を得て二人を探っていたが、誤解と知ってからは雪芽と積極的に接し始める。
加水 打瀬（かすい うたせ）
温美の同期。マーケティング課。礼儀正しく引き締まった体つきであるが、すぐにのぼせてしまう。社内で雪芽が温美へパワハラしていると勘違いし、二人と共に風呂に行く。二回目の風呂で「聖母」のような雪芽を知り、雪芽の話の最中にお花を摘みに行きたいと明かしてからは雪芽と親密になる。
源 泉（みなもと いずみ）
雪芽の従妹。開発部。子供みたいな体つきであるが、温美よりも年上で世話焼き。温美を「むくみ」と呼んでいたが、風呂で温美に接する雪芽を見てからは温美を信頼するようになる。風呂に関して博識であり、入浴剤も作れる。
洗場 蓮美（あらいば はすみ）
アライバルドラッグの社長。「釈迦の目の蓮美」と称されるほど人をよく見る性格。偶然、風呂でほころぶ雪芽と出会ってからは雪芽を「白雪」と呼ぶ。妊娠中の妹がおり、出産間際に温美に救われる。

## 書誌情報
- 三簾真也『お湯でほころぶ雪芽先輩』フレックスコミックス〈メテオCOMICS〉、全3巻
  1. 2021年4月12日発売[8]、ISBN 978-4-8667-5145-0
  2. 2021年10月12日発売[9]、ISBN 978-4-8667-5169-6
  3. 2022年3月11日発売[10]、ISBN 978-4-8667-5200-6